# Kim Sơn, Ninh Bình
	Kim Sơn		là một xã thuộc tỉnh Ninh Bình, Việt Nam.

## Địa lý
Trụ sở xã nằm cách phường Hoa Lư - trung tâm tỉnh lỵ Ninh Bình 22 km về phía Đông Nam, có vị trí địa lý:
- Phía bắc giáp xã Khánh Nhạc.
- Phía đông giáp xã Chất Bình.
- Phía tây giáp xã Quang Thiện.
- Phía tây nam giáp xã Hồng Phong và xã Quỹ Nhất.

Xã Kim Sơn	có diện tích:	17,6	km², 	dân số:	20.161	người, mật độ dân số: 	1146	người/km². 	Đây là đơn vị có diện tích xếp thứ:	120	, số dân xếp thứ: 	120	và mật độ dân số xếp thứ: 	65	trong số 129 xã, phường ở Ninh Bình.  
Xã này nằm trên Quốc lộ 10 và cũng là nơi có sông Đáy chảy qua.

## Lịch sử
Theo Nghị quyết số 1674/NQ-UBTVQH15 ngày 16/6/2025 về sắp xếp các đơn vị hành chính cấp xã của tỉnh Ninh Bình năm 2025, Theo đó, sắp xếp toàn bộ diện tích tự nhiên, quy mô dân số của các xã Kim Định, Ân Hòa và Hùng Tiến thành xã mới có tên gọi là xã Kim Sơn.	